# Ван-Бюрен (Мен)
Ван-Бюрен (англ. Van Buren) — місто (англ. town) в США, в окрузі Арустук штату Мен. Населення — 2038 осіб (2020).

### Клімат
| Клімат : Ван-Бюрен      | Клімат : Ван-Бюрен | Клімат : Ван-Бюрен | Клімат : Ван-Бюрен | Клімат : Ван-Бюрен | Клімат : Ван-Бюрен | Клімат : Ван-Бюрен | Клімат : Ван-Бюрен | Клімат : Ван-Бюрен | Клімат : Ван-Бюрен | Клімат : Ван-Бюрен | Клімат : Ван-Бюрен | Клімат : Ван-Бюрен | Клімат : Ван-Бюрен |
| Показник                | Січ.               | Лют.               | Бер.               | Квіт.              | Трав.              | Черв.              | Лип.               | Серп.              | Вер.               | Жовт.              | Лист.              | Груд.              | Рік                |
| Абсолютний максимум, °C | 11,1               | 16,1               | 19,4               | 29,4               | 34,4               | 34,4               | 35,0               | 34,4               | 33,3               | 27,2               | 21,7               | 15,0               | 35,0               |
| Середній максимум, °C   | −7,3               | −4,8               | 0,8                | 8,6                | 16,8               | 21,9               | 24,4               | 23,6               | 18,7               | 11,3               | 3,8                | −3,3               | 9,6                |
| Середня температура, °C | −14,6              | −12,8              | −6,2               | 2,7                | 10,0               | 15,2               | 18,2               | 17,1               | 12,2               | 5,4                | −0,8               | −9,1               | 3,2                |
| Середній мінімум, °C    | −21,8              | −20,8              | −13,3              | −3,2               | 3,2                | 8,6                | 12,0               | 10,5               | 5,6                | −0,3               | −5,4               | −14,8              | −3,2               |
| Абсолютний мінімум, °C  | −44,4              | −42,2              | −38,3              | −28,3              | −12,2              | −5,6               | −1,1               | −3,3               | −7,8               | −16,7              | −26,7              | −37,2              | −44,4              |
| Норма опадів, мм        | 62                 | 51                 | 55                 | 70                 | 85                 | 94                 | 126                | 96                 | 94                 | 97                 | 91                 | 76                 | 997                |
| ----------------------- | ------------------ | ------------------ | ------------------ | ------------------ | ------------------ | ------------------ | ------------------ | ------------------ | ------------------ | ------------------ | ------------------ | ------------------ | ------------------ |
| Джерело: NOAA           |                    |                    |                    |                    |                    |                    |                    |                    |                    |                    |                    |                    |                    |

## Демографія
Згідно з переписом 2010 року, у місті мешкала 2171 особа в 1027 домогосподарствах у складі 601 родини. Було 1184 помешкання
Расовий склад населення:
| - 96,9 % — білих - 0,4 % — корінних американців - 0,3 % — чорних або афроамериканців - 0,1 % — азіатів |

До двох чи більше рас належало 2,1 %. Частка іспаномовних становила 0,6 % від усіх жителів.
За віковим діапазоном населення розподілялося таким чином: 15,9 % — особи молодші 18 років, 59,4 % — особи у віці 18—64 років, 24,7 % — особи у віці 65 років та старші. Медіана віку мешканця становила 51,5 року. На 100 осіб жіночої статі у місті припадало 94,2 чоловіків;  на 100 жінок у віці від 18 років та старших — 91,2 чоловіків також старших 18 років.
Середній дохід на одне домашнє господарство  становив 41 735 доларів США (медіана — 27 857), а середній дохід на одну сім'ю — 53 026 доларів (медіана — 42 308). Медіана доходів становила 42 784 долари для чоловіків та 38 571 долар для жінок. За межею бідності перебувало 32,2 % осіб, у тому числі 47,4 % дітей у віці до 18 років та 20,1 % осіб у віці 65 років та старших.
Цивільне працевлаштоване населення становило 653 особи. Основні галузі зайнятості: освіта, охорона здоров'я та соціальна допомога — 32,9 %, роздрібна торгівля — 11,6 %, публічна адміністрація — 11,5 %.